# Håkon Magnusson Toresfostre
Håkon Magnusson Thoresfostre  (1068-1095) est co-roi de Norvège de 1093 à 1095.

## Biographie
Håkon Magnusson est le fils de Magnus II de Norvège. Après la mort prématurée de son père, son éducation dans le cadre du fosterage est confiée au noble Thorir de Steig d'où son surnom. À la mort de son oncle Olaf III de Norvège Kyrre en 1093, il partage le royaume avec son cousin Magnus III de Norvège mais il meurt de maladie dès février 1095.

## Sources
- (no) Claus Krag, « Håkon Magnusson Toresfostre », Norsk biografisk leksikon, consulté le 5 octobre 2013.
- Heimskringla de Snorri Sturluson
- (en) Sagas of the Norse Kings, Everyman's Library, Livre XII « Magnus Barefoot » p. 250-275.